# Jeux paralympiques d'été de 2016
Les Jeux paralympiques d’été de 2016 (Jogos Paralímpicos de Verão de 2016), officiellement XVe Jeux paralympiques d’été, se déroulent à Rio de Janeiro au Brésil du 7 au 18 septembre 2016.
Rio, ville-hôte de ces Jeux olympiques et paralympiques, a été désignée le 2 octobre 2009 à Copenhague au Danemark, lors de la 121e session du CIO, battant les villes de Madrid et de Tokyo ce jour-là.
Ces Jeux olympiques sont l'occasion de plusieurs nouveautés : ce sont les premiers Jeux paralympiques d'été organisés pendant l'automne de la ville-hôte et les premiers à se dérouler en Amérique du Sud ; de plus, ces Jeux voient l'introduction de deux nouveaux sports au programme paralympique, le canoë et le paratriathlon.
Les Jeux de Rio sont endeuillés par le décès du cycliste iranien Bahman Golbarnezhad, mort d'un arrêt cardiaque après une chute durant l'épreuve sur route le 17 septembre. C'est le premier décès d'un athlète en compétition dans l'histoire des Jeux paralympiques.

## Organisation

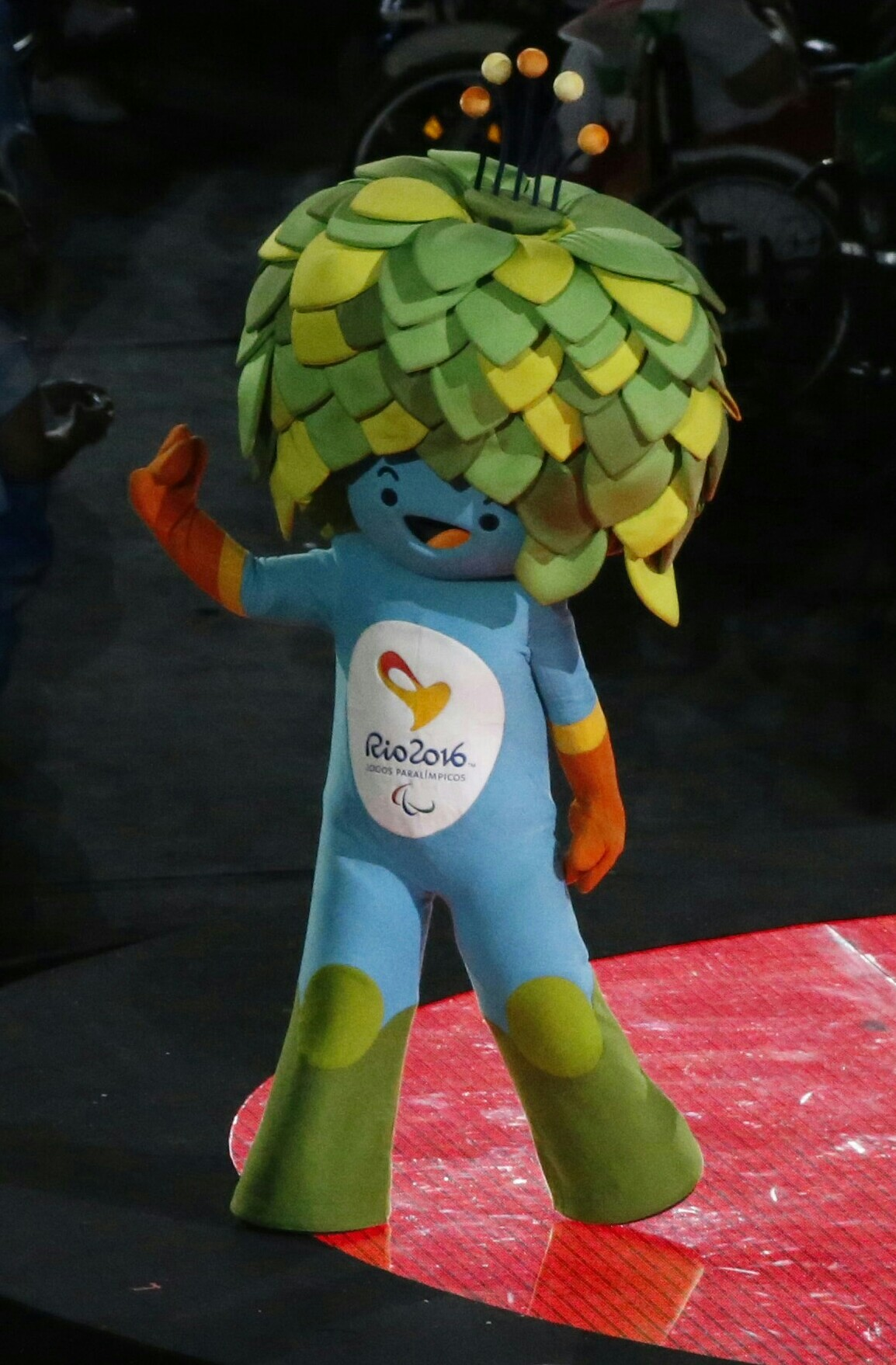
Tom, la mascotte paralympique.

### Logo
Le logo choisi, dessiné par l'agence brésilienne Tatin (basée à Rio de Janeiro), combine deux symboles archétypaux, l'infini et un cœur stylisé en 3D qui évoque la tolérance, la passion et la chaleur des Brésiliens.

### Mascotte
La mascotte des Jeux paralympiques est révélée le 24 novembre 2014, en même temps que son homologue olympique. Leurs noms respectifs, Tom et Vinicius, sont sélectionnés par l'intermédiaire d'un vote du public dont le résultat est dévoilé un mois plus tard.
Tom est nommé d'après le musicien brésilien Tom Jobim. Il représente une fleur brésilienne qui continue de pousser malgré les obstacles. Le directeur de marque Beth Lula indique que les mascottes visent à refléter la diversité du peuple brésilien et de sa culture.

### Médailles
Les médailles pour les sportifs malvoyants ou aveugles portaient l’inscription « Jeux paralympiques de Rio 2016 » en braille, et contenaient des billes métalliques. Les médailles émettaient donc un bruit, différent selon leur rang car la médaille d'or contenait 28 billes, la médaille d'argent 20, et la médaille de bronze 16. Cette spécificité n'a pas été reconduite lors des Jeux paralympiques d'été de 2020, pour lesquels ont été préférées des encoches sur la tranche.

### Cérémonies

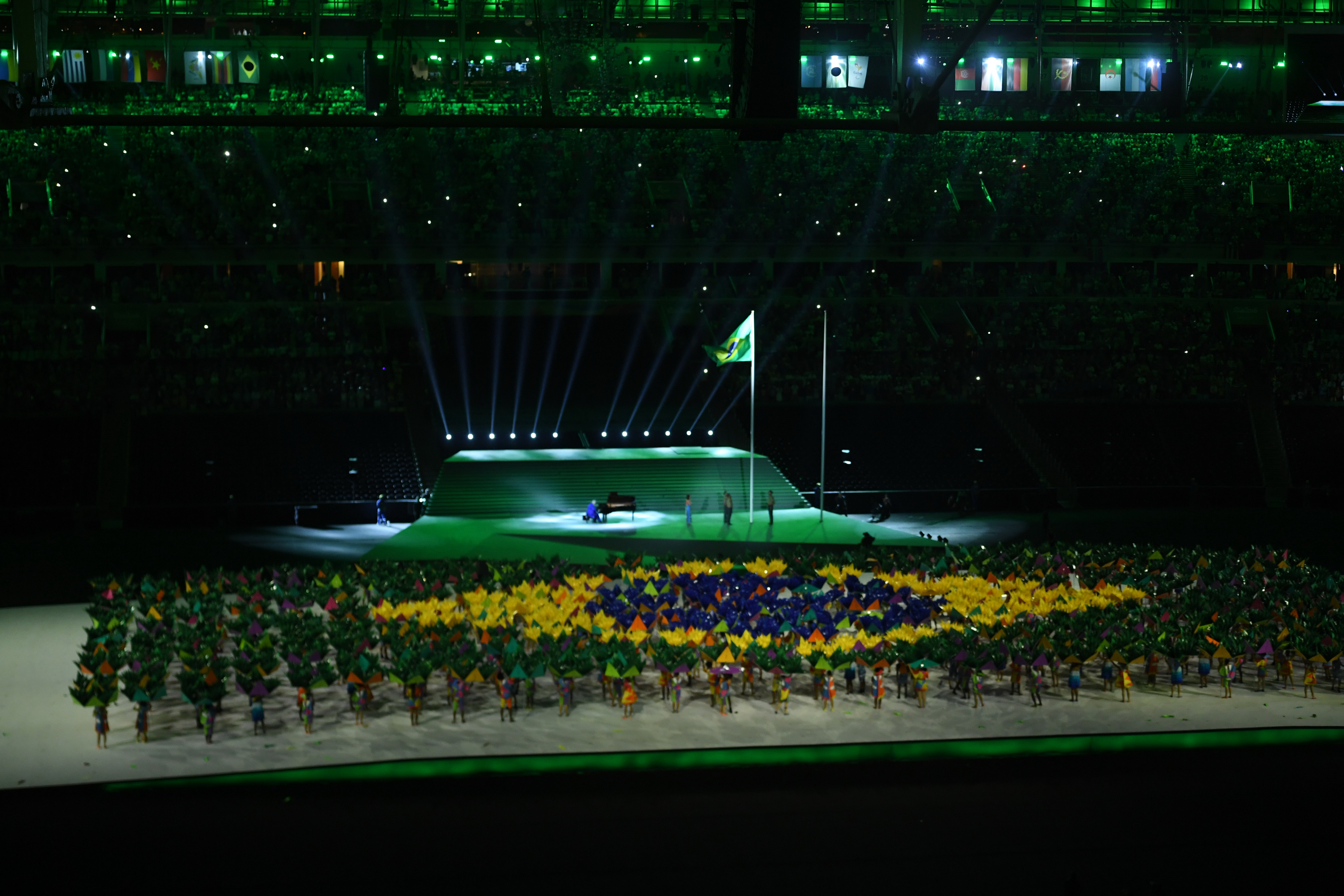
Des personnes formant le drapeau du Brésil durant l'Hymne national brésilien, lors de la cérémonie d'ouverture.

#### Ouverture
La cérémonie d'ouverture des Jeux paralympiques de Rio de Janeiro a eu lieu le 7 septembre 2016 dans le stade Maracanã. L'organisation de la cérémonie d'ouverture a été confiée à Marcelo Rubens Paiva, Fred Gelli et Vik Muniz. La vasque olympique a été allumée par le nageur brésilien Clodoaldo Silva à 22 h (heure locale).

## Nations participantes
Sur les cent-soixante-dix-neuf nations et territoires ayant un comité national paralympique reconnu, cent-cinquante-neuf envoient une délégation aux Jeux.
Aruba, la république du Congo, le Malawi, Sao Tomé-et-Principe, la Somalie et le Togo participent pour la première fois, tandis que le Botswana, la Guinée et le Luxembourg, absents en 2012, effectuent leur retour aux Jeux,.
À l'inverse, plusieurs pays ne sont pas représenté lors de cette édition, parmi lesquels l'Albanie, Andorre, Antigua-et-Barbuda, la Barbade, Brunei, les Comores, Djibouti (suspendu), Grenada, Guyana, le Liban, le Libéria, le Liechtenstein, la Mauritanie (suspendue), la Russie (interdite de participation), Saint-Marin, Saint-Vincent-et-les Grenadines (suspendu), les Salomon, le Soudan (suspendu), le Vanuatu, le Yémen et la Zambie,.
L'Albanie, qui avait participé en 2012, semble ne plus être membre du Comité international paralympique.
Par décision du Comité international paralympique, les athlètes russes sont exclus de la compétition pour cause de dopage d'État,. En réponse à cette sanction, la Russie décide de pas diffuser ces jeux sur la télévision nationale et organise des jeux alternatifs, qui se déroulent les 8 et 9 septembre près de Moscou, pour les athlètes russes handisports exclus des Jeux officiels.
Le 5 août 2016, le CIP a annoncé qu'il autorise une équipe d'athlètes de réfugiés composée d'un Syrien (nageur) et d'un Iranien (lanceur de disque) sous le titre d'Athlètes paralympiques indépendants. Celle-ci constitue ainsi une cent-soixantième délégation aux Jeux.
| Afrique | Amériques | Asie | Europe | Océanie                                                                            |
| --- | --- | --- | --- | ---------------------------------------------------------------------------------- |
| - Afrique du Sud - Algérie - Angola - Bénin - Botswana - Burkina Faso - Burundi - Cameroun - Cap-Vert - République centrafricaine - République du Congo - République démocratique du Congo - Côte d'Ivoire - Djibouti - Égypte - Éthiopie - Gabon - Gambie - Ghana - Guinée - Guinée-Bissau - Kenya - Lesotho - Libye - Madagascar - Malawi - Mali - Maroc - Maurice - Mozambique - Namibie - Niger - Nigeria - Ouganda - Rwanda - Sao Tomé-et-Principe - Sénégal - Seychelles - Sierra Leone - Somalie - Tanzanie - Togo - Tunisie - Zimbabwe | - Argentine - Aruba - Bermudes - Brésil - Canada - Chili - Colombie - Costa Rica - Cuba - Équateur - États-Unis - Guatemala - Haïti - Honduras - Jamaïque - Mexique - Nicaragua - Panama - Pérou - Porto Rico - République dominicaine - Salvador - Suriname - Trinité-et-Tobago - Uruguay - Venezuela - Îles Vierges des États-Unis | - Afghanistan - Arabie saoudite - Bahreïn - Birmanie - Brunei - Cambodge - Chine - Taipei chinois - Corée du Nord - Corée du Sud - Émirats arabes unis - Hong Kong - Inde - Indonésie - Irak - Iran - Israël - Japon - Jordanie - Kazakhstan - Kirghizistan - Koweït - Laos - Macao - Malaisie - Mongolie - Népal - Oman - Ouzbékistan - Pakistan - Palestine - Philippines - Qatar - Singapour - Sri Lanka - Syrie - Tadjikistan - Thaïlande - Timor oriental - Turkménistan - Viêt Nam | - Allemagne - Arménie - Autriche - Azerbaïdjan - Belgique - Biélorussie - Bosnie-Herzégovine - Bulgarie - Chypre - Croatie - Danemark - Estonie - Espagne - Îles Féroé - Finlande - France - Géorgie - Grande-Bretagne - Grèce - Hongrie - Irlande - Islande - Italie - Lettonie - Lituanie - Luxembourg - Macédoine - Malte - Moldavie - Monténégro - Norvège - Pays-Bas - Pologne - Portugal - République tchèque - Roumanie - Serbie - Slovaquie - Slovénie - Suède - Suisse - Turquie - Ukraine | - Australie - Fidji - Nouvelle-Zélande - Papouasie-Nouvelle-Guinée - Samoa - Tonga |
| 44 pays | 27 pays | 41 pays | 42 pays | 6 pays                                                                             |
| - Athlètes paralympiques indépendants | | | |                                                                                    |

## Compétition

### Sports au programme
Initialement sept sports ont été proposés pour intégrer le programme des Jeux de 2016. Le badminton, le basket-ball pour les athlètes ayant des handicaps mentaux (abandonné après avoir été un événement aux Jeux paralympiques de 2000), le paracanoë, le golf, le foot fauteuil, le taekwondo et le paratriathlon ont demandé à être inclus.
En décembre 2010, le Comité international paralympique a donné son approbation pour l'introduction du paracanoë et du paratriathlon.
Le nombre de sports olympiques passe donc de 20 à 22 pour ces Jeux paralympiques.

### Calendrier
|  | Cérémonies |  | Jour de compétition |  | Jour de finale | 4 | Nombre de finales |

| Cérémonies      | Cérémonies      | Logo IPC                               | O |    |    |    |    |    |    |    |    |    |    | C  |
| Athlétisme      | Athlétisme      | Pictogramme Athlétisme                 |   | 10 | 20 | 16 | 19 | 14 | 19 | 14 | 19 | 16 | 25 | 5  |
| Aviron          | Aviron          | Pictogramme Aviron                     |   |    |    |    | 4  |    |    |    |    |    |    |    |
| Basket-ball     | Basket-ball     | Pictogramme Basket-ball                |   |    |    |    |    |    |    |    |    | 1  | 1  |    |
| Boccia          | Boccia          | Pictogramme Boccia                     |   |    |    |    |    | 3  |    |    |    | 4  |    |    |
| Canoë sprint    | Canoë sprint    | Pictogramme Paracanoë                  |   |    |    |    |    |    |    |    | 6  |    |    |    |
| Cyclisme        | Cyclisme        | Pictogramme Cyclisme                   |   | 4  | 5  | 5  | 3  |    |    | 8  | 8  | 8  | 9  |    |
| Haltérophilie   | Haltérophilie   | Pictogramme Haltérophilie              |   | 2  | 3  | 3  | 3  | 3  | 3  | 3  |    |    |    |    |
| Équitation      | Équitation      | Pictogramme Équitation                 |   |    |    |    |    |    | 1  | 2  | 2  | 6  |    |    |
| Escrime         | Escrime         | Pictogramme Escrime handisport         |   |    |    |    |    | 2  | 4  | 4  | 2  | 2  |    |    |
| Football à 5    | Football à 5    | Pictogramme Football à 5               |   |    |    |    |    |    |    |    |    |    | 1  |    |
| Football à 7    | Football à 7    | Pictogramme Football à 7               |   |    |    |    |    |    |    |    |    | 1  |    |    |
| Goalball        | Goalball        | Pictogramme Goalball                   |   |    |    |    |    |    |    |    |    | 2  |    |    |
| Judo            | Judo            | Pictogramme Judo                       |   | 4  | 4  | 5  |    |    |    |    |    |    |    |    |
| Natation        | Natation        | Pictogramme Natation                   |   | 16 | 16 | 14 | 15 | 16 | 15 | 15 | 14 | 16 | 15 |    |
| Rugby           | Rugby           | Pictogramme Rugby-fauteuil             |   |    |    |    |    |    |    |    |    |    |    | 1  |
| Tennis          | Tennis          | Pictogramme Tennis en fauteuil roulant |   |    |    |    |    |    | 1  | 1  | 2  | 2  |    |    |
| Tennis de table | Tennis de table | Pictogramme Tennis de table            |   |    |    |    | 5  | 8  | 8  |    |    | 4  | 4  |    |
| Tir             | Tir             | Pictogramme Tir                        |   | 2  | 2  | 2  | 1  | 1  | 2  | 2  |    |    |    |    |
| Tir à l'arc     | Tir à l'arc     | Pictogramme Tir à l'arc                |   |    |    |    | 1  | 1  | 1  | 1  | 1  | 2  | 2  |    |
| Triathlon       | Triathlon       | Pictogramme Triathlon                  |   |    |    | 3  | 3  |    |    |    |    |    |    |    |
| Voile           | Voile           | Pictogramme Voile                      |   |    |    |    |    |    |    |    |    |    | 3  |    |
| Volley-ball     | Volley-ball     | Pictogramme Volley-ball assis          |   |    |    |    |    |    |    |    |    | 1  | 1  |    |
| Septembre 2016  | Septembre 2016  | Septembre 2016                         | 7 | 8  | 9  | 10 | 11 | 12 | 13 | 14 | 15 | 16 | 17 | 18 |

|  | Cérémonies |  | Jour de compétition |  | Jour de finale | 4 | Nombre de finales |

### Tableau des médailles
Les dix premières nations au classement des médailles de leurs athlètes.
- Pays organisateur (Brésil)

| Rang | Nation          | Or  | Argent | Bronze | Total |
| ---- | --------------- | --- | ------ | ------ | ----- |
| 1    | Chine           | 107 | 81     | 51     | 239   |
| 2    | Grande-Bretagne | 64  | 39     | 44     | 147   |
| 3    | Ukraine         | 41  | 37     | 39     | 117   |
| 4    | États-Unis      | 40  | 44     | 31     | 115   |
| 5    | Australie       | 22  | 30     | 29     | 81    |
| 6    | Allemagne       | 18  | 25     | 14     | 57    |
| 7    | Pays-Bas        | 17  | 19     | 26     | 62    |
| 8    | Brésil          | 14  | 29     | 29     | 72    |
| 9    | Italie          | 10  | 14     | 15     | 39    |
| 10   | Pologne         | 9   | 18     | 12     | 39    |

## Décès du cycliste sur route
Le 17 septembre 2016, lors de l'épreuve de cyclisme sur route C4-5 hommes des Jeux paralympiques d'été de 2016, le cycliste iranien Bahman Golbarnejhad a eu un accident sur une portion montagneuse du circuit à Grumari. Après avoir reçu des soins sur place pour des blessures à la tête, il a fait un arrêt cardiaque pendant son transport en ambulance. Golbarnejhad est décédé à l'hôpital Unimed Rio après un autre arrêt cardiaque. Cela a marqué la première fois qu'un décès survient lors d'une compétition paralympique, ainsi que le premier décès lors d'une compétition olympique ou paralympique depuis celui du cycliste danois Knud Enemark Jensen lors d'un contre-la-montre aux Jeux olympiques d'été de 1960.
L'Union Cycliste Internationale (UCI) a annoncé qu'elle allait enquêter sur l'incident, tandis que le Comité paralympique national de la République islamique d'Iran a demandé un rapport sur cet incident à l'IPC. Le président de l'IPC, Philip Craven, a exprimé ses condoléances à la famille de Golbarnezhad, déclarant que cette tragédie épouvantable jette une ombre sur les magnifiques Jeux paralympiques qui se déroulent ici à Rio,.
Les drapeaux iraniens et paralympiques ont été mis en berne au village des athlètes, de même que le drapeau paralympique à Riocentro. Pendant la cérémonie de clôture, une minute de silence a été observée.

## Droits télévisés
Les chaînes suivantes ont acquis les droits télévisés de diffusion des Jeux de 2016 :
- - France Télévisions[27]
- - Seven Network[28]
- - Channel 4[29]
- - NBC[30]
- - Télévision tunisienne 1 et 2
- - Sveriges Television
- - Telewizja Polska
- - SuperSport
- - CBC, Sportsnet One et AMI TV
- - Grupo Globo, Rede Globo et SporTV

Par ailleurs, la chaîne Paralympic Sport TV, qui dépend du Comité international paralympique, diffuse les Jeux sur YouTube et sur le site web du CIP lui-même.